# Georges Sire
Georges Étienne Sire (né le 4 juin 1826 à Besançon (Doubs) et mort le 12 septembre 1906 dans la même ville) est un physicien français, directeur de l’École d'horlogerie de Besançon.

## Biographie
Son père, Emmanuel Stanislas Sire est menuisier au 22 rue Ronchaux à Besançon et sa mère s'appelle Adélaïde Ravillon.
De 1845 à 1855, il est préparateur de physique à la Faculté des sciences de Besançon. Il présente une thèse de doctorat d'État ès sciences et devient en 1864, directeur de l’École municipale d'horlogerie de Besançon, créée en 1862 et qui deviendra en 1890 l'École Nationale d’Horlogerie.

« Un reproche est récurrent : l’inadaptation de l’enseignement à l’attente des industriels, autrement dit l’inadéquation de la répartition entre théorie et pratique. Ainsi, Georges Sire (1826-1906), directeur de l’école d’horlogerie de 1864 à 1871, développe dès son arrivée le programme théorique, assuré par des professeurs spécialisés, afin de former des horlogers complets et non de simples ouvriers voués à l’exécution d’une seule tâche. Le recrutement baissant, les critiques se font violentes, d’autant que Sire a heurté le milieu professionnel en faisant, au retour de l’exposition universelle de 1867, l’apologie de la montre Japy exécutée avec des moyens mécaniques alors que la plupart des horlogers sont opposés à la mécanisation. Son départ (il est remplacé par l’horloger Amiet) s’accompagne d’une augmentation de la durée des cours pratiques et de l’entrée de la Fabrique bisontine au sein du conseil d’administration, moyen pour elle d’en contrôler les orientations. »

En 1870, il quitte la direction de l’École d'horlogerie « alors qu'une polémique vient d'éclater sur le contenu de l'enseignement de cette école. En effet les horlogers estiment ce contenu trop théorique. » Il devient essayeur du bureau de garantie de Besançon. En 1891, il est nommé Inspecteur départemental de l'enseignement technique.
Il meurt à Besançon le 12 septembre 1906.

## Travaux
Il résout de nombreux problèmes de chronométrie et perfectionne la technique du contrôle des matières d'or et d'argent. 
En 1859, il invente un instrument de démonstration en mécanique : le polytrope, qu'il présente à l'Académie des Sciences en 1859. Il intègre un gyroscope, appareil imaginé en 1852 par Léon Foucault (1819-1868).

## Publications
- Henri Dameth, Georges-Etienne Sire et Fritz Challandes, Mémoires sur la question du titre et du contrôle dans le canton de Neuchâtel, Impr. de Montandon frères, 1865.
- Georgees Sire, Étude sur la forme globulaire des liquides, besançon, Dodivers, 1863 (lire en ligne).
- Le Dévioscope, appareil donnant directement le rapport qui existe entre la vitesse angulaire de la terre et celle d'un horizon quelconque autour de la verticale du lieu, Besançon, Dodivers, 1881.
- Pipette à capacité variable pour l'essai des matières d'argent par la voie humide, Besançon, 1872.
- « Appareil destiné à montrer de quoi dépend la pression exercée par les liquides sur le fond des vases », Comptes rendus hebdomadaires des séances de l'Académie des sciences, vol. 35,‎ 1852, p. 958 (lire en ligne).

## Distinctions
- Chevalier de la Légion d'honneur le 31 décembre 1895[1].
- Membre correspondant de l'Académie des sciences (1891).